# Anton Mönks
Anton Mönks (* 5. September 1879 in Kollerbeck; † 1946 in Hattingen) war ein deutscher Historiker, der sich mit der Geschichte des Hochstifts Paderborn und seiner angrenzenden Gebiete befasste.

## Leben
Mönks entstammte einer alteingesessenen Bauernfamilie in Kollerbeck, heute ein Ortsteil der Stadt Marienmünster. Nach dem Besuch der katholischen Volksschule in Kollerbeck sollte er als ältester Sohn dem Willen seines Vaters gemäß den bäuerlichen Hof übernehmen. Doch Neigung und Begabung ließen ihn die Rektoratsschule in Steinheim ab der 8. Klasse besuchen, um sich auf das Abitur vorzubereiten. Nach dem Abitur studierte er Latein, Deutsch und Geschichte an der Universität Münster. Nach Ablegung des 1. Staatsexamens promovierte er 1908 unter Professor Dr. A. Meister im Fach Geschichte mit dem Thema: „Die gewerblichen Verbände der Stadt Warburg bis zur Mitte des 17. Jahrhunderts“. Seine Zeit als Studienreferendar verbrachte er in Siegen und unterrichtete anschließend als Lehrer am Gymnasium in Hattingen. Mönks war seit 1913 verheiratet mit Elisabeth Kirch. Der Ehe entstammten zwei Kinder.
Mönks hatte sich im Lauf der Zeit einen guten Ruf als Kenner der lokalen mittelalterlichen und neuzeitlichen Geschichte des Hochstifts und der angrenzenden Gebiete erarbeitet. Nach der nationalsozialistischen Machtergreifung 1933 suchten interessierte Kräfte des neuen Regimes seine profunden Kenntnisse für ihre ideologischen Ziele einzusetzen. Doch Mönks lehnte, wie auch sein Bruder, der 1933/34 Vorsteher in Kollerbeck war, eine Zusammenarbeit mit den neuen Machthabern kategorisch ab. Auch weigerte er sich, sein Geschichtsbild dem nationalsozialistischen Gedankengut zu opfern. So war es nur eine Frage der Zeit, bis sich jene Kräfte durchsetzen, die den unbequemen Geschichtspädagogen loswerden wollten. Auch wenn die Einzelheiten ungeklärt sind, so scheint es doch an seinem Gymnasium zu Intrigen und einer Denunziation gekommen zu sein, die dazu führten, dass er am 1. Oktober 1939 aus dem Dienst ausscheiden musste.

## Veröffentlichungen
In der Zeitschrift für vaterländische Geschichte und Altertumskunde (Westfalen) bzw. in der Westfälischen Zeitschrift
- Die gewerblichen Verbände der Stadt Warburg bis zur Mitte des 17. Jahrhunderts. In: Westfälischen Zeitschrift. Band 66, 2. Abteilung, 1908, S. 1–76 (Textarchiv – Internet Archive – Inaugural-Dissertation).
- Die Statuten der „Alten Schützen“ zu Collrebeck und Entrup (Kr. Höxter)“. Band 84, 2, 1927, S. 132–149.
- Beiträge zur Geschichte des Schützenwesens im Hochstift Paderborn. Band 86, 2, 1929, S. 95–198.
- Nieder Niese – Langenkamp, Band 852 (1928), S. 216–219
- Das Gericht Löwendorf und sein Archiv. Band 87, 2, 1930, S. 173–208.
- Bergbauliche Versuche im ehemaligen Paderborner Amte Oldenburg. Band 85, 2, 1928, S. 1–25.

Im Heimatborn
- Burg und Stadt Schwalenberg. Band 12, 1932, S. 22, 26–27.
- Ad Palum. Band 13, 1933, S. 50–51, Band 14, 1934, S. 1–2.
- Die Glocken des Klosters und der Pfarrei Marienmünster. Band 16, 1936, S. 38.
- Wer ist der Meister des Chorabschlussgitters in der Klosterkirche zu Marienmünster. Band 17, 1937, S. 13–14.
- Der Kreyemeyersche Hof im Münsterbrock, Band 17. (1937), S.17 f., 21ff., 28, 31ff.
- Glocken, die von Marienmünsterschen Äbten geweiht worden sind. Ein Beitrag zur
- Geschichte der Glocken im Hochstift Paderborn. Band 16, 1936, S. , Band 17, 1937.
- Schatzgräber beim Kloster Marienmünster. Band 17, 1937, S. 8, 12.
- Gewaltsame Werbungen im Fürstentum Paderborn. Band 9, 192), S. 21.

Abschriften von Akten

Mönks arbeitete in verschiedenen Archiven, besonders häufig in den Staatsarchiven Münster und Detmold sowie wie im Archiv des Paderborner Altertumsvereines. Die aus den Archivalien angefertigten Abschriften finden sich heute als Nachlass im nordrheinwestfälischen Landesarchiv in Detmold. Der Nachlass umfasst 250 Schulhefte von je etwa 50 Seiten.

## Würdigung
Mönks befasste sich in erster Linie mit der Lokalgeschichte. Das Alltagsleben und die den Menschen umgebenden Gegebenheiten vor Ort standen im Mittelpunkt seines Interesses. Den wirtschaftlichen, gesellschaftlichen und kulturellen Aspekten maß er dabei stets eine herausragende Bedeutung zu. Zu einer Zeit, als sich die „Großen“ der deutschen Historikergemeinschaft noch in erster Linie sich mit Arbeiten zur Politik-, Kriegs- und Diplomatengeschichte, mit der „großen“ Geschichte sozusagen befassten, war diese Orientierung an der Alltagsgeschichte ein bemerkenswert moderner Ansatz.
Mönks gehörte er zu den wenigen Bürgern, die den Mut und die Zivilcourage aufbrachten, sich dem NS-System zu verweigern. In einem gewissen Sinne leistete er damit passiven Widerstand im Kleinen.
Mönks Stärke lag in seiner eingehenden Kenntnis der archivalischen Quellen. Deren gründliche Auswertung ermöglichte es ihm, die von ihm behandelten Themen in einer Breite und Tiefe darzustellen, die bis heute unübertroffen ist und nichts an ihrer Bedeutung verloren hat. Es war ihm nicht vergönnt, alle der von ihm abgeschriebenen Archivalien auszuwerten. So manche Abschrift harrt daher noch der Auswertung durch heutige und zukünftige Historiker. Auch in dieser Hinsicht leistete er Pionierarbeit. Sein Heimatort würdigte die Leistung dieses bedeutenden Historikers, indem sie eine Straße nach seinem Namen benannte.